# Louze
Louze foi uma antiga comuna francesa na região administrativa de Grande Leste, no departamento de Haute-Marne. Estendia-se por uma área de 20,65 km². Em 2010 a comuna tinha 312 habitantes (densidade: 15,1 hab./km²).
Em 1 de janeiro de 2016, passou a fazer parte da nova comuna de Rives-Dervoises.